# Commercial Resupply Services

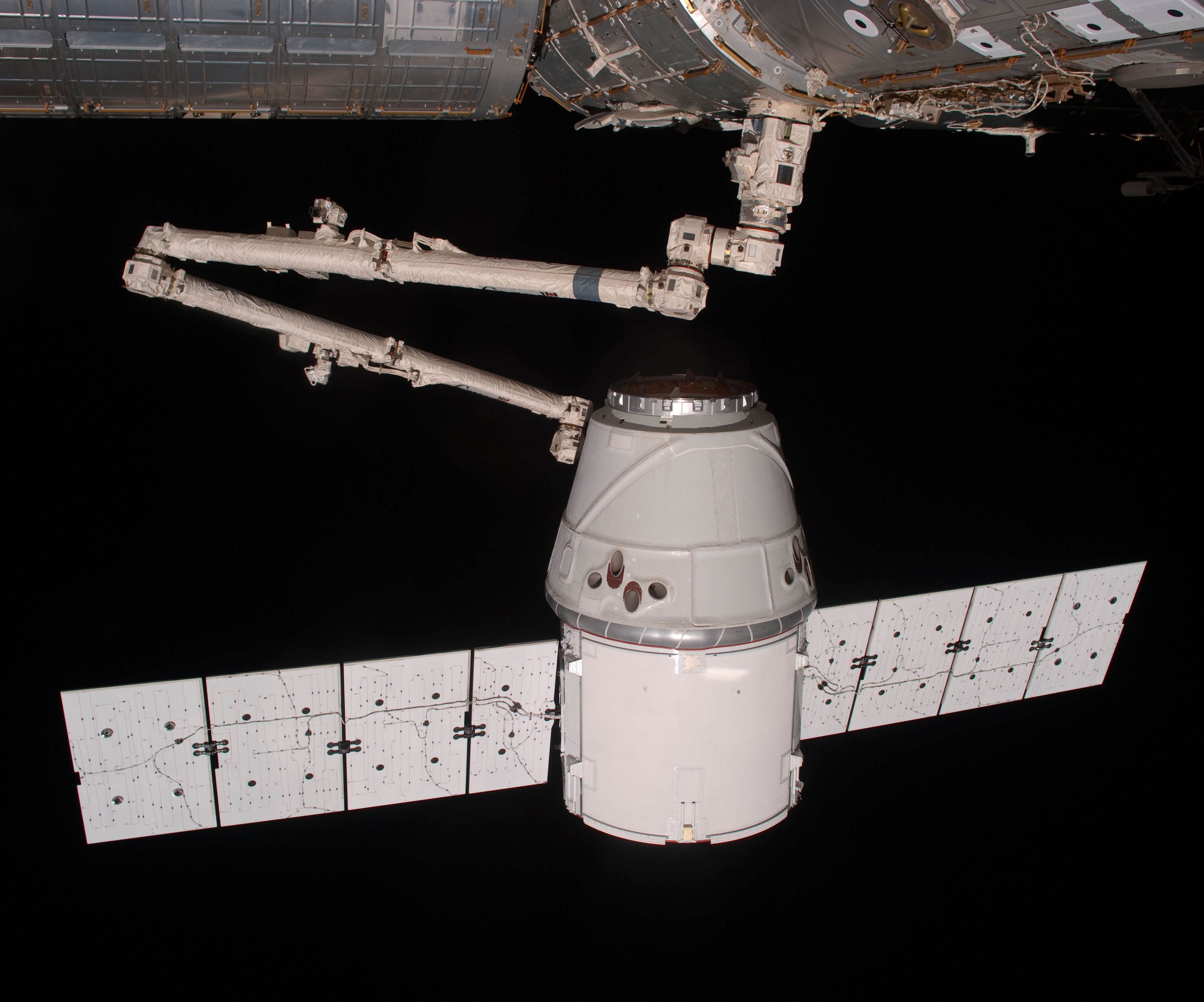
Em 2012, a SpaceX completou a sua última missão de demonstração.

Commercial Resupply Services, ou Serviços de Reabastecimento Comerciais, são contratos distribuídos pela NASA para a
entrega de cargas à Estação Espacial Internacional (ISS) por empresas privadas.